# Tram 2000 (magazine)

Tram 2000 est un magazine mensuel, dont le thème sont les transports en commun.

## Histoire
L'asbl Tram 2000 existe depuis 1985 mais l'édition du journal date de mars 1981, sous le nom de Propost. Ce nom se mua en Tram 2000 dès 1982. Dès son origine, le journal s'est adressé aux amateurs de tramways et d'autobus de Belgique.
En 2012, Tram 2000 avait un tirage de 1350 exemplaires (environ 2000 lecteurs selon les estimations). Le numéro 300 a été atteint en décembre 2009 et le rythme de parution est de 10 numéros par an depuis plus de 20 ans.
À la fin des années 1990, avec le développement d'internet, le site Tram 2000 est créé. Presque immédiatement apparait un forum réunissant les amateurs de transport en commun francophones. Aujourd'hui, ce sont plusieurs centaines d'inscrits qui se retrouvent connectés. On y retrouve des internautes de tous les âges et de toutes professions. Le forum ferme en septembre 2021. En 2010, le site internet fait peau neuve, avec notamment une nouvelle boutique en ligne.

## Contenu et ligne éditoriale
L'équipe de rédaction se compose d'un noyau de neuf personnes, aidées par de nombreux correspondants.
Des accords ont été conclus avec le Musée du transport urbain bruxellois (MTUB) et l'Association pour le Musée du Tramway (AMUTRA) par lesquels les informations relatives à ces associations soient publiées dans Tram 2000. Les trois parties jouissent d'une indépendance rédactionnelle. Avec le temps, la revue s'est étoffée et publie très régulièrement des articles sur la partie électrique des réseaux de France métropolitaine. De nombreuses photos en couleur illustrent l'actualité du mois.